# Енцо Феррарі
Енцо Ансельмо Феррарі (італ. Enzo Anselmo Ferrari; 18 лютого 1898 — 14 серпня 1988) — італійський конструктор, підприємець. Засновник автомобілебудівної компанії «Феррарі» та однойменної автоперегонової команди.

## Юність
Майбутній засновник компанії «Феррарі» народився в італійському місті Модена 18 лютого 1898 року, але через дуже сніжну в той рік зиму батьки офіційно зареєстрували його лише через декілька днів. Батько хлопчика був інженер-путівник і, крім цього, мав майстерню, розташовану в їхньому будинку. В дитинстві Енцо мріяв стати оперним співаком або журналістом. У 1908 році, коли йому було 10 років, разом з батьком відвідав автоперегони, що проходили в місті Болонья. Це справило сильне враження на Енцо, і він захопився автоперегонами. У 1916 році його батько Альфредо помер і Енцо довелося стати главою сім'ї. Він покинув навчання і став заробляти гроші. З дитячою мрією стати оперним співаком він остаточно розпрощався. Під час Першої світової війни був мобілізований до лав Італійської армії, служив в 3-ому гірському артилерійському полку. В 1918 році захворів, через вирувавшу в той час епідемію іспанського гриппу, і його відсторонили від служби.

## Кар'єра
Після закінчення Першої світової війни Енцо Феррарі влаштовується у невелику компанію випробувачем автомобілів. Саме тоді Енцо почав займатися перегонами. У 1920 році він став працювати на компанію «Альфа-Ромео», на машинах яких він і брав участь у професійних перегонах.
Два десятиліття тривала кар'єра Енцо в «Альфа-Ромео»: він пройшов шлях від водія до директора спортивного підрозділу «Alfa Racing». Паралельно з роботою в «Альфа-Ромео» Енцо Феррарі у 1929 році засновує спортивне товариство «Scuderia Ferrari» (Стайня Феррарі) в Модені, головною метою якого було створення перегонної команди та організація автоперегонів
Феррарі виготовляв свої автомобілі невеликими партіями, тільки методом ручного складання. Їх відрізняла висока швидкість і унікальний дизайн. У 1969 році Енцо поступився 50 % акцій своєї компанії концерну «ФІАТ», але до 1977 року залишався президентом фірми, а контроль над командою «Scuderia Ferrari» тримав у своїх руках до самої смерті. Його команда стала найпотужнішою й найтитулованішою у Формулі-1.

## Приватне життя
Енцо Феррарі одружився з Лаурою Гарелло 28 квітня 1923 року і перебував з нею у шлюбі до кінця її життя. У 1932 році народився їхній єдиний син Альфредо "Діно", який готувався стати спадкоємцем Енцо, але був хворий на м'язову дистрофію Дюшена і помер у віці двадцяти чотирьох років.
Ще до народження Діно Енцо познайомився із Ліною Ларді, яка стала його коханкою і народила другого сина Енцо, П'єро. Оскільки розлучення в Італії були незаконними до 1975 року, Енцо зміг визнати сина тільки після смерті дружини у 1987 році. Наразі П'єро є заступником голови Ferrari та володіє 10.23% компанії. Енцо підтримував зв'язок із Ліною до своєї смерті у 1988 році.
До кінця життя писав тільки перовою авторучкою і фіолетовим чорнилом. Боявся літаків, на будь-які поверхи підіймався пішки, бо кабіни ліфтів сповняли його жахом.
Енцо Феррарі помер у серпні 1988 року, через шість місяців після урочистостей на честь свого 90-річчя. На третій день після ювілею невістка народила онука, якого назвали Енцо.
Свою автобіографічну книгу Феррарі закінчив словами:"Якби мені запропонували почати все з початку, гадаю, я б відмовився... Я б відмовився знову починати життя на моїй Батьківщині, де мене щоденно бомбують політичними та соціальними проповідями, тоді як нормальне, цивілізоване співжиття у спільній праці тут зведене нанівець. Я й уявити не міг, що в ціну слави...входить знищення могили, в якій двадцять чотири роки тому я поховав свого сина Діно. Після усіх цих подій я почуваюся самотнім і готовий звинуватити себе в тому, що дожив до цих років. Іноді мені здається, що біль є всього лиш наслідком розпачливого чіпляння до життя посеред страхітливої крихкості існування".